# Drahtkorallen
Drahtkorallen (Cirrhipathes) sind aus vielen Einzelpolypen bestehende Tierkolonien, die auf einem einzigen, unregelmäßigen, oder spiralig gewundenen Zweig sitzen. Sie gehören zu den Dörnchenkorallen und haben ein horniges, flexibles Skelett. Cirrhipathes-Arten leben in den Korallenriffen des Indopazifik und der Karibik, meist in größeren Tiefen. Die Kolonien der Drahtkorallen leben meist einzeln zwischen anderen Korallen, Schwämmen und sonstigen sessilen Tieren. Drahtkorallen ernähren sich von Plankton und bevorzugen Standorte mit starker Strömung. Sie sind getrenntgeschlechtlich.

## Arten (Auswahl)
- Cirrhipathes anguina, lebt im Indopazifik an Riffhängen, wird mehr als einen Meter lang und ähnelt einem unregelmäßig gewundenen Draht.
- Cirrhipathes leutkeni, lebt in der Karibik, wird über zwei Meter lang, das obere Drittel ist immer spiralig aufgerollt.
- Cirrhipathes spiralis, lebt im Indopazifik in Tiefen ab zwanzig Metern, wird bis zu sechs Meter lang und hat die Form einer Spirale.